# Темисиан
Темисиан (перс. تمسیان‎) — село на севере Ирана, в остане Тегеран. Входит в состав шахрестана Демавенд. Является частью дехестана (сельского округа) Терруд бахша Меркези.

## География
Село находится в восточной части остана, в долине реки Рудханейе-Демавенд, к югу от автодороги 79, на расстоянии приблизительно 7 километров (по прямой) к юго-западу от города Демавенд, административного центра шахрестана. Абсолютная высота — 1578 метров над уровнем моря.

## Население
По данным переписи 2006 года население села составляло 107 человек (51 мужчина и 56 женщин). В Темисиане насчитывалось 36 домохозяйств. Уровень грамотности населения составлял 69,2 %. Уровень грамотности среди мужчин составлял 66,7 %, среди женщин — 71,4 %.
В 2016 году в селе имелось 48 домохозяйств и проживало 128 человек (68 мужчин и 60 женщин).
Среди жителей распространён диалект демавенди мазандеранского языка.